# الانتخابات العامة السودانية 2010
أجريت انتخابات عامة في السودان بين 11 و 15 أبريل 2010، مددت من تاريخ الانتهاء الأصلي في 13 أبريل. وقد أجريت الانتخابات لانتخاب الرئيس والجمعية الوطنية السودانية، وكذلك الرئيس والجمعية التشريعية لجنوب السودان. أنهت الانتخابات الفترة الانتقالية التي بدأت عندما انتهت الحرب الأهلية السودانية الثانية التي استمرت لعقود في عام 2005.
أظهرت النتائج المبكرة في 20 أبريل أن حزب المؤتمر الوطني لحزب الرئيس عمر البشير كان متقدمًا. في 26 أبريل، تم الإعلان عن النتائج الكاملة وتأكيد فوز البشير بحصوله على 68.24% من الأصوات.

## الخلفية

### التاريخ
كان من المقرر إجراء الانتخابات في الأصل من مارس إلى أبريل 2009، ولكن كانت هناك تقارير تفيد أنها قد تتأخر لمدة تصل إلى ستة أشهر من آخر تاريخ محتمل في يوليو 2009 بسبب مشاكل في إعداد التصويت. ومع ذلك، في 2 أبريل 2009 قامت اللجنة الانتخابية بتأجيل التاريخ من 6 فبراير إلى 21 فبراير 2010، وسيتم الإعلان عن النتائج في 27 فبراير 2010. وستتضمن الانتخابات: الرئاسة الوطنية والبرلمانية، رئاسة جنوب السودان، حكام الولايات، البرلمان الجنوبي ومجالس الولايات. سيتم التصويت في وقت مبكر من الشهر، لذلك قد يتم تسجيل النتائج في وقت متأخر من الشهر. أفرجت اللجنة الانتخابية عن التاريخ الذي أصدرت فيه المحكمة الجنائية الدولية مذكرة توقيف بحق الرئيس البشير في 4 مارس/ آذار 2009.
في 11 يونيو 2009، تردد أن الانتخابات قد تؤجل لفترة قصيرة مرة أخرى. وقد رفضت الحكومة هذا على الفور. ومع ذلك، أُعلن في 30 يونيو 2009 أنه سيتم تأجيل الانتخابات من 5 أبريل حتى 12 أبريل 2010 بعد مشاكل في التعداد الوطني. وكانت نتائج التعداد متوقعة في أوائل أبريل 2009 لكنها لم تنشر حتى منتصف مايو 2009. عند إطلاق سراحها، اعترضت الحركة الشعبية لتحرير السودان على أن جنوب السودان يشكل ثلث إجمالي سكان السودان، بينما أفاد التعداد أنهم يشكلون 21 في المائة من مجموع السكان. من غير المعروف ما إذا كان استفتاء الاندماج في دارفور، المقرر إجراؤه في يوليو 2010، سيتم سحبه ليتناسب مع الانتخابات العامة.

### التعداد
كان من المقرر مبدئيًا إجراء تعداد، كان ضروريًا لإجراء الانتخابات، في يوليو 2007، ثم من 15 نوفمبر 2007 فصاعدًا، ثم تأجيله اعتبارًا من 2 فبراير 2008 فصاعدًا بسبب مشاكل التمويل. تم تأجيله مرة أخرى إلى 15-30 أبريل 2008. في 12 أبريل 2008، قبل أيام قليلة من موعد بدء التعداد السكاني، انسحبت الحركة الشعبية من التعداد، مشيرة إلى أنهم أرادوا عودة النازحين إلى ديارهم قبل إجراء التعداد. ومع ذلك، تم الاتفاق في 14 أبريل 2008 على بدء التعداد في 22 أبريل 2008 بدلاً من ذلك. تم الانتهاء من ذلك بحلول 6 مايو 2008 (مع تغطية حوالي 90% من البلاد في ذلك الوقت؛ وادعى الكثير من الناس، إن هنالك مدن لم يتم احتسابها، لكن المسؤولين ذكروا أنه في أي ولاية كان معدل التغطية أقل من 80%.) النتائج الأولية التي ضرب الصحافة في أوائل يوليو وزعم عدد سكانها حوالي 38 مليون نسمة، مع 3.8 مليون في جنوب السودان. وهذا يتناقض بشدة مع التقديرات السابقة لما لا يقل عن 8 ملايين مقيم في الجنوب. ومع ذلك، نفى المكتب المركزي للإحصاء هذه الأرقام بسرعة، قائلا إنه لم يتم نشر أي أرقام حتى الآن. تم الإعلان عن النتائج الكاملة للتعداد في مؤتمر صحفي عقده المكتب المركزي للإحصاء في 12 مايو 2009. وقد بلغ إجمالي عدد سكان السودان 39,154,490 نسمة، مع 8,260,490 في الجنوب.

### قانون الانتخابات
وقد تمت مناقشة مشروع قانون قانون الانتخابات في فبراير 2008؛ ظلت الخلافات حول النسبة بين مقاعد FPTP والمقاعد النسبية، على عدد المقاعد المحجوزة للنساء، وعلى عدد الأصوات التي يجب أن تفوز بها الأحزاب الأصغر للدخول إلى البرلمان. وتريد الحركة الشعبية 50% انتخابيًا نسبيًا و 50% على الرغم من FPTP ، وتريد أن تحصل النساء على 50% من المقاعد التناسبية؛ تريد الحكومة السودانية أن يتم انتخاب 40% فقط بشكل نسبي وتريد قائمة منفصلة بالمقاعد المخصصة للنساء فقط، والتي ستمنح جميعها للقائمة بأكبر عدد من الأصوات. تمت المصادقة على قانون الانتخابات في 8 يوليو 2008. يقوم القانون على نظام انتخابي مختلط، باستخدام مزايا التمثيل الأغلبية، والتناسب النسبي ونماذج التعددية. سيتم اختيار 60% من المقاعد في الدوائر الانتخابية، و 40% (تقسيم 25% من النساء إلى 15% من المقاعد العامة) عن طريق التمثيل النسبي؛ المقاعد النسبية لها عتبة انتخابية تبلغ 4% ، والمرشحون للانتخابات الرئاسية يحتاجون إلى 200 موافقة من 18 ولاية من ولايات السودان الخمس والعشرين، ويجب أن يكون المواطنون فوق 17 سنة للتصويت وأكثر من 40 سنة وبدون سجل إجرامي للترشح في الانتخابات.
استكملت لجنة الانتخابات الوطنية تقرير دائرة الحدود في نوفمبر 2009. وقد استأنف بعض السياسيين في الولاية التقرير وطُبعت مخاوفهم في تقرير نُشر على موقع اللجنة الوطنية للانتخابات. على الرغم من هذه الاعتراضات، من المرجح أن تبقى حدود الدوائر الانتخابية. تم توضيح تفسير شكاوى الحدود في تقرير من 71 صفحة من قبل معهد ريفت فالي في عام 2010.

### دارفور
وصرح مسئول سوداني بأن الانتخابات ستجري في «99% من دارفور» وأن الانتخابات ستجري في وقت لاحق في تلك المناطق التي لم يكن من الممكن إجراؤها في ذلك الوقت.

## المرشحون
وصرح زعيم الحركة الشعبية لتحرير السودان 16 دائرة انتخابية في الولايات و 17 دائرة وطنية (18 و 15 وفقًا لمصادر أخرى)، تم طلب إعادة (ستتم في غضون 60 يومًا)؛ سيتم الإعلان عن النتائج في الدوائر الانتخابية الأخرى في 20 أبريل 2010. تم انتخاب 27 نائبا (خمسة وطنيين وأربعة في المجلس التشريعي لجنوب السودان و 18 لمجالس الولايات) بشكل افتراضي، حيث لم يكن لديهم معارض في الانتخابات. بأنه سيخوض الانتخابات الرئاسية. كما سيدعمه المتمردون الشرقيون السابقون من مؤتمر البجا، لزيادة فرص الإطاحة بعمر البشير، الذي يتولى السلطة منذ عام 1989.
تم تسجيل 69 حزباً للانتخابات.
اعتبرت أحزاب المعارضة بما في ذلك الحركة الشعبية لتحرير السودان ترشيح الصادق المهدي، الذي كان رئيسًا للوزراء من 1986 إلى 1989، كمرشح للرئاسة. وياسر عرمان كان مرشح الحركة الشعبية، لكن الحركة انسحبت من الانتخابات الرئاسية، مشيرة إلى مخاوف من تزوير.
خطط الأستاذ الجامعي عبدالله علي إبراهيم لخوض الانتخابات كمرشح رئاسي مستقل. أعلن زعيم المعارضة الإسلامية حسن الترابي في 2 يناير 2010 أن حزبه، حزب المؤتمر الشعبي، قد عين نائب زعيمه، عبد الله دينغ نيال، كمرشح للرئاسة. تم ترشيح إحدى السياسيات المشهورات، الأستاذة فاطمة عبد محمود، من قبل حزب الاتحاد الديمقراطي الاشتراكي السوداني الذي تقوده، كمرشحة لهن للرئاسة.

## الخلافات
كانت هناك العديد من الاتهامات بالمخالفات التي أجبرت على تمديد الانتخابات لمدة يومين إضافيين ليكون المجموع أربعة أيام. ومع ذلك، قال الرئيس الأمريكي السابق جيمي كارتر إنه سعيد بتمديد أيام التصويت أثناء مراقبة الانتخابات (إلى جانب وحدة من الاتحاد الأوروبي). وفي اليوم الأخير من الانتخابات، قال رئيس الحزب الحاكم في الجنوب: «قبل ثلاثة أيام أتى بعض جنود الجيش الجنوبي إلى منزل رئيس حزب المؤتمر الوطني في راجا وقتلوه وثمانية أعضاء آخرين في حزب المؤتمر الوطني». وادعى أنه بسبب الغضب صوت الناس للحزب الحاكم. حيث نفت الحركة الشعبية لتحرير السودان مسؤوليتها في حين أعلنت القمع.
تم نشر مقطع فيديو على موقع يوتيوب يظهر على ما يبدو مسؤولي الانتخابات بالزي الرسمي وطفل يملأ أشرطة التصويت ويحشوها في صناديق الاقتراع، ويقول أحدهم إنه سعيد بتمديد فترة التصويت لهم لإنهاء عملهم. وادعى نشطاء المعارضة السودانيون المقطع، الذي لم يتم التحقق منه بشكل مستقل، كدليل على مزاعمهم بتزوير الانتخابات. لكن لجنة الانتخابات الوطنية رفضته ووصفته بأنه مزيف ورفضت التحقيق فيه. حتى بعد إعلان النتيجة، تدعي المعارضة أن هناك «تزويرًا ضخمًا»، وتفكر في تحدي النتيجة في المحاكم.

## النتيجة
في 16 دائرة انتخابية في الولايات و 17 دائرة وطنية (18 و 15 وفقًا لمصادر أخرى)، تم طلب إعادة (ستتم في غضون 60 يومًا)؛ سيتم الإعلان عن النتائج في الدوائر الانتخابية الأخرى في 20 أبريل 2010. تم انتخاب 27 نائبا (خمسة وطنيين وأربعة في المجلس التشريعي لجنوب السودان و 18 لمجالس الولايات) بشكل افتراضي، حيث لم يكن لديهم معارض في الانتخابات.
تم الإعلان عن نتائج الجمعية الوطنية في 20 مايو، حيث فاز حزب المؤتمر الوطني بنسبة 73% من المقاعد، في حين فازت الحركة الشعبية بنسبة 22% من المقاعد. وفازت الأحزاب المعارضة الأصغر بنسبة 5 في المائة المتبقية.
في 26 أبريل، تم الإعلان رسميًا عن فوز المؤتمر الوطني لحزب الرئيس البشير بعد أن أعلنت مفوضية الانتخابات السودانية أنه حصل على 68% من الأصوات.
ورغم عدم توفر نتائج انتخابات برلمانية كاملة، فقد فاز حزب المؤتمر الوطني بـ 306 مقاعد من أصل 450 مقعدًا، وحصلت الحركة الشعبية على 99 مقعدًا. ذهب 45 مقعدًا للأحزاب الأصغر.

نتائج الانتخابات الرئاسية حسب الولاية.

رئيس الجمهورية
| مرشح                   | مرشح                | حفل                                   | الأصوات    | %     |
| ---------------------- | ------------------- | ------------------------------------- | ---------- | ----- |
|                        | عمر حسن البشير      | مجلس الشيوخ الوطني                    | 6901694    | 68.24 |
|                        | ياسر عرمان          | الحركة الشعبية - الشمال               | 2,193,82   | 21.69 |
|                        | عبد الله دينغ نيال  | حزب المؤتمر الشعبي                    | 396,139    | 3.92  |
|                        | حاتم السر           | الحزب الاتحادي الديمقراطي             | 195668     | 1.93  |
|                        | صادق المهدي         | حزب الأمة                             | 96868      | 0.96  |
|                        | كميل إدريس          | مستقل                                 | 77,132     | 0.76  |
|                        | محمود احمد جحا      | مستقل                                 | 71,708     | 0.71  |
|                        | مبارك الفاضل        | حزب الأمة للإصلاح والتجديد            | 49,402     | 0.49  |
|                        | منير شيخ الدين جلاب | الحزب الوطني الديمقراطي الجديد        | 40277      | 0.40  |
|                        | عبد العزيز خالد     | التحالف الوطني السوداني               | 34592      | 0.34  |
|                        | فاطمة عبد محمود     | الاتحاد الديمقراطي الاشتراكي السوداني | 30,562     | 0.30  |
|                        | محمد إبراهيم نقد    | الحزب الشيوعي السوداني                | 26442      | 0.26  |
| مجموع                  | مجموع               | مجموع                                 | 10,114,310 | 100   |
| المصادر: سودان تريبيون |                     |                                       |            |       |

### التجمع القومي
| حفل                                       | حفل                                 | الأصوات | % | المقاعد | +/–  |
| ----------------------------------------- | ----------------------------------- | ------- | - | ------- | ---- |
|                                           | مجلس الشيوخ الوطني                  |         |   | 323     | –27  |
|                                           | الحركة الشعبية لتحرير السودان       |         |   | 99      | +99  |
|                                           | حزب المؤتمر الشعبي                  |         |   | 4       | +4   |
|                                           | الحزب الاتحادي الديمقراطي           |         |   | 4       | +4   |
|                                           | حزب الأمة الاتحادي                  |         |   | 3       | +3   |
|                                           | حزب الأمة للتجديد والإصلاح          |         |   | 2       | +2   |
|                                           | الحزب الاتحادي الديمقراطي - الأصل   |         |   | 2       | +2   |
|                                           | الحركة الشعبية - التغيير الديمقراطي |         |   | 2       | جديد |
|                                           | الأطراف الأخرى                      |         |   | 4       | جديد |
|                                           | المستقلون                           |         |   | 3       | –7   |
| مجموع                                     | مجموع                               |         |   | 450     | +90  |
| المصدر: قاعدة بيانات الانتخابات الأفريقية |                                     |         |   |         |      |

## روابط خارجية
- الانتخابات السودانية
- مرصد تصويت السودان
- التصاميم الانتخابية: التمثيل والتناسب وحدود الدوائر الانتخابية في انتخابات السودان 2010